# Adam Stachowiak (piosenkarz)
Adam Stachowiak (ur. 28 września 1997 w Sierakowie) – polski piosenkarz, producent muzyczny, kompozytor, pianista, autor tekstów i osobowość telewizyjna. Założyciel i właściciel wytwórni płytowej ABM Records, wydawnictwa literackiego ABM Publishing i studia nagraniowego ABM Studio.
Zadebiutował fonograficznie w 2002 albumem pt. Anielskie przeboje czterolatka. Popularność zyskał również dzięki udziałowi w siódmej edycji programu The Voice of Poland (2016). Materiały wideo na oficjalnym kanale Stachowiaka w serwisie YouTube mają ponad 49,9 mln wyświetleń.

## Życiorys
W wieku trzech lat podjął naukę gry na keyboardzie i zaczął komponować pierwsze autorskie utwory. W 2002 wydał debiutancki album studyjny pt. Anielskie Przeboje Czterolatka, dzięki czemu został „najmłodszym muzykiem w Polsce, który wydał własną płytę”.
Uczęszczał do Technikum Organizacji Reklamy. W latach 2013–2016 występował w zespole Sugar, z którym nagrał singiel „Każdego dnia”. We wrześniu 2016 wziął udział w przesłuchaniach do siódmej edycji programu TVP2 The Voice of Poland. Podczas pierwszego etapu eliminacji wykonał utwór „Mamo”, który napisał ku czci zmarłej matki. Odpadł na etapie „bitew”. Trzy miesiące po udziale w programie podpisał kontrakt płytowy z wytwórnią  Universal Music Polska. W listopadzie 2016 opublikował teledysk do „Mamo”, który osiągnął sukces komercyjny, przekraczając granicę 30 mln wyświetleń w serwisie YouTube (stan na marzec 2024). Sam singiel uzyskał certyfikat platynowej płyty w maju 2017. W lutym 2017 wydał drugi autorski singiel, „Wracam co noc”, który w marcu 2022 przekroczył granicę 5 mln wyświetleń na YouTubie oraz dotarł do pierwszego miejsca w zestawieniu Nowości AirPlay – Top najczęściej odtwarzanych utworów w polskich rozgłośniach radiowych. W listopadzie 2017 zaśpiewał „Wracam co noc” jako gość muzyczny w jednym z odcinków ósmej edycji The Voice of Poland. W kwietniu 2018 opublikował singiel „Utopieni”. W październiku 2018 był gościem programu dla dzieci My3 w telewizji Polsat. W tym samym roku wystąpił w innych programach dla dzieci emitowanych na kanale TVP ABC: Teleranek i Petersburski Music Show. W lutym 2019 wystąpił w Łodzi podczas koncertu Artyści przeciw nienawiści. W marcu 2019 udzielił wywiadu magazynowi „Joy”. W kwietniu 2019 wraz z żoną pojawił się w świątecznym wydaniu Pytania na śniadanie, w którym opowiedzieli o przygotowaniach do rodzicielstwa i tradycjach świątecznych. Na początku 2020 został zaproszony przez Mezo do gościnnego udziału w singlu „Błogostan”, utwór pojawił się również na dziewiątym albumie Mezo pt. Credo.
W czerwcu 2020 poinformował o założeniu własnej wytwórni muzycznej ABM Records oraz zaprezentował pierwszy singiel „Dotrę na szczyt”, zapowiadając przy tym album o tym samym tytule. W ciągu dwóch tygodni od premiery utwór dotarł do 8. miejsca w zestawieniu TOP 20 Vevo Polska oraz przekroczył wynik ćwierć miliona wyświetleń w serwisie YouTube. W tym samym miesiącu udzielił wywiadu dla Radia Eska i portalu eska.pl, w którym opowiedział o kulisach powstawania utworu, nowej wytwórni i nadchodzącym albumie. W 2020 z utworem „Dotrę na szczyt” wziął udział w konkursie Debiuty podczas 57. Krajowego Festiwalu Piosenki Polskiej w Opolu. We wrześniu 2020 opublikował drugi singiel „Jesteś wszystkim”, który ma ponad 2,3 mln wyświetleń w serwisie YouTube (stan na styczeń 2025). W marcu 2021 telewizja TVN wyemitowała w programie Dzień dobry TVN reportaż o karierze i życiu prywatnym Stachowiaka. Po emisji materiału udzielił wywiadu ze swojego domu, podczas którego zaprezentowano również fragment programu Rozmów w toku (2009) z jego udziałem. W tym samym miesiącu pojawił się ze swoim pupilem na okładce magazynu „Mój Pies i Kot” dostępnego w sieci sklepów Biedronka. Do 2022 wraz ze swoim zespołem zagrał ponad 150 koncertów w całej Polsce. Zaśpiewał podczas wielu koncertów tematycznych, organizowanych przez Telewizję Polską m.in. Gwiazdy letniego nieba (Kielce 2017), The Tall Ships’ Races (Szczecin 2017) Za zdrowie pań! (Rzeszów 2020), Dla ciebie mamo (Warszawa 2020), Święto Niepodległości (Białystok 2020), Za zdrowie pań! (Kraków 2021), koncert mikołajkowy – Gwiazdy dzieciom (Białystok 2021). W listopadzie 2021 był gościem programu Jaka to melodia?, w którym zaśpiewał piosenki: „Kołysanka dla nieznajomej” (Perfect), „Dni, których nie znamy” (Marek Grechuta) oraz „Historia jednej znajomości” (Czerwone Gitary). 12 maja 2022 wydał debiutancki album pt. Dotrę na szczyt, którego premiera w wersji fizycznej ukazała się w lipcu 2022. Album uzyskał certyfikat złotej płyty.
W 2023 wydał teledyski do singli: „Nic prócz nas” i „Choć o tym nie wiesz” (z gościnnym udziałem swojej żony), a w 2024 – do utworu „Nie dla nas”.

## Życie prywatne
Od 2015 związany jest z pisarką, scenarzystką, reżyserką i producentką filmową Anną Stachowiak, z którą ma dwie córki: Agatę (ur. 2019) i Alicję (ur. 2021). 18 marca 2017 wziął z nią ślub cywilny, a w grudniu 2024 – po przyjęciu chrztu świętego i bierzmowania – zawarł z nią ślub kościelny.

## Dyskografia
Albumy
| Rok  | Tytuł |
| ---- | --- |
| 2001 | Anielskie przeboje czterolatka                                                                            |
| 2022 | Dotrę na szczyt - Wydany: 29 maja 2022 - Wytwórnia: ABM Records - Format: CD, digital download, streaming |

Single
| Rok                                                      | Tytuł                   | Najwyższe pozycje na listach | Najwyższe pozycje na listach | Najwyższe pozycje na listach | Najwyższe pozycje na listach | Najwyższe pozycje na listach | Certyfikat             | Sprzedaż       | Album           |
| Rok                                                      | Tytuł                   | POL (airplay)                | POL (airplay nowości)        | SLiP                         | RMF FM                       | WiR                          | Certyfikat             | Sprzedaż       | Album           |
| -------------------------------------------------------- | ----------------------- | ---------------------------- | ---------------------------- | ---------------------------- | ---------------------------- | ---------------------------- | ---------------------- | -------------- | --------------- |
| 2016                                                     | „Mamo”                  | –                            | –                            | –                            | –                            | 5                            | - POL: platynowa płyta | - POL: 20 000+ | –               |
| 2017                                                     | „Wracam co noc”         | 23                           | 1                            | 21                           | 2                            | 1                            |                        |                | –               |
| 2018                                                     | „Utopieni”              | –                            | –                            | 32                           | –                            | 3                            |                        |                | –               |
| 2020                                                     | „Błogostan”             | –                            | –                            | –                            | –                            | –                            |                        |                | –               |
| 2020                                                     | „Dotrę na szczyt”       | –                            | –                            | 38                           | –                            | –                            |                        |                | Dotrę na szczyt |
| 2020                                                     | „Jesteś wszystkim”      | –                            | –                            | –                            | –                            | –                            |                        |                | Dotrę na szczyt |
| 2022                                                     | „Wyjdzie na dobre”      | –                            | –                            | –                            | –                            | –                            |                        |                | Dotrę na szczyt |
| 2022                                                     | „Gdy jesteś tu”         | –                            | –                            | –                            | –                            | –                            |                        |                | Dotrę na szczyt |
| 2022                                                     | „Cisza w zgiełku dnia’" | –                            | –                            | –                            | –                            | –                            |                        |                | Dotrę na szczyt |
| 2022                                                     | „Przyjmę strzał"        | –                            | –                            | –                            | –                            | –                            |                        |                | Dotrę na szczyt |
| „–” oznacza, że singel nie był notowany na danej liście. |                         |                              |                              |                              |                              |                              |                        |                |                 |